# Tamparungo
Tamparungo is een bestuurslaag in het regentschap Sijunjung van de provincie West-Sumatra, Indonesië. Tamparungo telt 2659 inwoners (volkstelling 2010).